# Fables de mon jardin
Fables de mon jardin est un essai sous forme de récit de Georges Duhamel publié au Mercure de France en 1936.

## Influence de l'essai
Georges Duhamel était un botaniste amateur éclairé dans son jardin de sa maison de Valmondois. En 1998, la mairie de Paris donne son nom au jardin Georges-Duhamel situé à côté de la Bibliothèque François-Mitterrand en hommage à cet aspect de sa personnalité.

## Éditions
- Fables de mon jardin, Mercure de France, Paris, 1936.
- Fables de mon jardin, illustrations de Romain Simon, Éditions Bias, coll. Jeunes années, Paris, 1959.
- Contes de mon jardin, illustrations de Romain Simon, Éditions Bias, coll. Jeunes années, Paris, 1963.
- Fables de mon jardin, illustrations de Monique Journod, 190 exemplaires numérotés, Éditions de Tartas, Bièvres, 1991.
- Fables de mon jardin, Mercure de France, Paris, 2001  (ISBN 2715200129).